# Роберт Мулер (Уједињене нације)
Роберт Мулер (11. март 1923 — 20. септембар 2010) био је међународни државни службеник при Уједињеним нацијама. Служећи у УН 40 година и уздигавши се до чина помоћника генералног секретара, његове идеје о светској влади, светском миру и духовности довеле су до повећане заступљености религија у УН, посебно покрета Њу ејџ. Неки су га називали „филозофом Уједињених нација“.

## Младост и образовање
Рођен у Белгији, Мулер је одрастао у региону Алзас-Лорена у Француској на граници Немачке као француски држављанин. Питања граница које је видео као дете имала су значајан утицај на његов живот и његову одлуку да ради у Уједињеним нацијама. Током своје младости, Мулер је доживљавао стална политичка и културна превирања. Проживео је страхоте Другог светског рата, избеглиштва, нацистичку окупацију Француске, затварања и бекства из затвора. Током рата био је члан француског покрета отпора где је пред крај рата безуспешно покушавао да спречи покољ групе заробљених немачких војника. Ово је био велики животни догађај који је довео до рада за мир. После рата се вратио кући и докторирао права на Универзитету у Стразбуру. Године 1948. пријавио се и победио на такмичењу есеја на тему како владати светом, чија је награда била стажирање у новоствореним Уједињеним нацијама.

## Каријера
Мулер је почео да ради у Уједињеним нацијама у тренутку када су настајали темељи организације. Следећих 40 година свог живота посветио је иза сцене у Уједињеним нацијама, фокусирајући се на стварање бољег света, укључујући рад за животну средину, економију и мир. Био је кључан у стварању многих мултилатералних тела, укључујући Програм УН за развој, Светски програм за храну, Популациони фонд УН и Светску скупштину младих. Попео се кроз чинове у УН до званичне позиције помоћника генералног секретара и служио је под три генерална секретара.
Мулер је креирао „Светски темељни курикулум“ који му је донео Награду УНЕСКО-а за мировно образовање 1989. године. „Светски темељни курикулум“ помогао је да се инспирише растући покрет за глобално образовање. Више од 30 Мулерових школа је основано широм света, укључујући школу ЛИФЕ у Панаџачел, Гватемала, из које су ученици стекли дипломе из међународних послова.
Добитник је више награда и признања, укључујући Међународну награду за хуманистичке науке Алберта Швајцера и награду за човека од визије Елеонор Рузвелт.
Поред својих дужности на Универзитету за мир, посветио је време својим списима и био је међународно признат, вишејезичан говорник и аутор четрнаест књига објављених на различитим језицима. Један од његових главних списа произашао је из писања једне идеје-сна сваког дана за неговање бољег света. Његов циљ је био да напише 2000 идеја и снова до почетка новог миленијума. Он је то постигао и написао преко 7000 идеја и снова. У својим говорима говорио је о овим идејама-сновима и током година приметио да се на многим од ових идеја ради, а да су неке и довршене.
На подстицај многих својих пријатеља, поштовалаца и невладиних организација, Милер је 1996. године био кандидат за глобалног грађанина за место генералног секретара Уједињених нација. Такође је више пута номинован за Нобелову награду за мир
Милер је умро 20. септембра 2010.

## Почасти и награде
- Унескова награда за мировно образовање[7] 1989. године
- Међународна награда за хуманистичке науке Алберт Швајцер, [14] 1993. године
- Награда човек са визијом Елеанор Рузевелт, 1994
- Члан Саветодавног савета Фондације за мир нуклеарног доба и добио је награду за светско грађанство ове фондације 2002.[15]
- Гои награда за мир 2003. [16]
- Почаствован од Њујорк опен центра[17] 2005. за његову „Доживотну посвећеност светском миру и глобалном образовању“.